# Saint-Cosme-en-Vairais
Saint-Cosme-en-Vairais és un municipi francès situat al departament del Sarthe i a la regió de País del Loira. L'any 2007 tenia 1.971 habitants.

## Demografia

### Població
El 2007 la població de fet de Saint-Cosme-en-Vairais era de 1.971 persones. Hi havia 866 famílies de les quals 260 eren unipersonals (122 homes vivint sols i 138 dones vivint soles), 323 parelles sense fills, 244 parelles amb fills i 39 famílies monoparentals amb fills.
La població ha evolucionat segons el següent gràfic:
Habitants censats

### Habitatges
El 2007 hi havia 1.055 habitatges, 880 eren l'habitatge principal de la família, 87 eren segones residències i 88 estaven desocupats. 990 eren cases i 64 eren apartaments. Dels 880 habitatges principals, 659 estaven ocupats pels seus propietaris, 207 estaven llogats i ocupats pels llogaters i 14 estaven cedits a títol gratuït; 4 tenien una cambra, 57 en tenien dues, 170 en tenien tres, 255 en tenien quatre i 393 en tenien cinc o més. 673 habitatges disposaven pel capbaix d'una plaça de pàrquing. A 422 habitatges hi havia un automòbil i a 344 n'hi havia dos o més.

### Piràmide de població
La piràmide de població per edats i sexe el 2009 era:
| Homes | Edats   | Dones |
| ----- | ------- | ----- |
| 0     | 95 o +  | 0     |
| 0     | 90 a 94 | 4     |
| 12    | 85 a 89 | 12    |
| 24    | 80 a 84 | 28    |
| 48    | 75 a 79 | 56    |
| 40    | 70 a 74 | 52    |
| 76    | 65 a 69 | 80    |
| 76    | 60 a 64 | 72    |
| 44    | 55 a 59 | 52    |
| 48    | 50 a 54 | 52    |
| 48    | 45 a 49 | 56    |
| 60    | 40 a 44 | 48    |
| 64    | 35 a 39 | 68    |
| 88    | 30 a 34 | 96    |
| 36    | 25 a 29 | 56    |
| 40    | 20 a 24 | 36    |
| 40    | 15 a 19 | 48    |
| 48    | 10 a 14 | 52    |
| 64    | 5 a 9   | 92    |
| 40    | 0 a 4   | 48    |

## Economia
El 2007 la població en edat de treballar era de 1.128 persones, 832 eren actives i 296 eren inactives. De les 832 persones actives 738 estaven ocupades (403 homes i 335 dones) i 94 estaven aturades (45 homes i 49 dones). De les 296 persones inactives 163 estaven jubilades, 76 estaven estudiant i 57 estaven classificades com a «altres inactius».

### Ingressos
El 2009 a Saint-Cosme-en-Vairais hi havia 901 unitats fiscals que integraven 2.062,5 persones, la mediana anual d'ingressos fiscals per persona era de 16.727 €.

### Activitats econòmiques
Dels 62 establiments que hi havia el 2007, 1 era d'una empresa extractiva, 3 d'empreses alimentàries, 5 d'empreses de fabricació d'altres productes industrials, 12 d'empreses de construcció, 10 d'empreses de comerç i reparació d'automòbils, 1 d'una empresa de transport, 3 d'empreses d'hostatgeria i restauració, 5 d'empreses financeres, 9 d'empreses de serveis, 10 d'entitats de l'administració pública i 3 d'empreses classificades com a «altres activitats de serveis».
Dels 29 establiments de servei als particulars que hi havia el 2009, 1 era una oficina de correu, 4 oficines bancàries, 5 tallers de reparació d'automòbils i de material agrícola, 1 autoescola, 2 paletes, 4 guixaires pintors, 4 fusteries, 1 electricista, 1 empresa de construcció, 3 perruqueries, 2 veterinaris i 1 restaurant.
Dels 5 establiments comercials que hi havia el 2009, 1 era un supermercat, 2 fleques, 1 una carnisseria i 1 una botiga de roba.
L'any 2000 a Saint-Cosme-en-Vairais hi havia 38 explotacions agrícoles que ocupaven un total de 2.884 hectàrees.

## Equipaments sanitaris i escolars
El 2009 hi havia 1 farmàcia i 1 ambulància.
El 2009 hi havia 1 escola maternal i 1 escola elemental. Saint-Cosme-en-Vairais disposava d'un col·legi d'educació secundària amb 213 alumnes.

## Poblacions més properes
El següent diagrama mostra les poblacions més properes.